# Marie Vášová
Marie Vášová (16. května 1911, Praha – 6. srpna 1984, Praha) byla česká herečka, od roku 1945 dlouholetá členka činoherního souboru Národního divadla v Praze.

## Život
Vystudovala rodinnou a obchodní školu v Praze. Herectví studovala soukromě u Míly Pačové a A. Strnada.
V sezóně 1932/1933 získala angažmá v Rodenově divadelní společnosti, v sezóně 1933/1934 v Olomouci, v letech 1934/1935 v Českých Budějovicích a v období 1935 až 1940 působila ve Státním divadle v Ostravě .
Po návratu do Prahy v roce 1940 nejprve hostovala v pražském Národním divadle, v sezóně 1940/1941 získala díky Jindřichu Honzlovi angažmá v Divadélku pro 99. Od roku 1941 do 1944 působila v divadle Uranie. V sezóně 1944/1945 pak krátce v Divadle na Vinohradech a v roce 1945 byla angažována jako členka činohry Národního divadla v Praze, kde působila až do své smrti.

## Ocenění
- 1947 Státní cena (za roli Hudcové ve filmu Siréna). Film získal cenu Zlatý lev na filmovém festivalu v Benátkách.
- 1958 Vyznamenání Za vynikající práci
- 1960 zasloužilá členka ND
- 1961 titul zasloužilá umělkyně
- 1962 Státní cena

## Filmografie
- 1977 Všichni proti všem – sestra Cherubína
- 1976 Osvobození Prahy – Fráňa Zemínová
- 1969 Kolonie Lanfieri – mluví Sabu
- 1969 Hvězda – Káťa
- 1965 Ztracená tvář – Marion
- 1964 Místenka bez návratu – Lída
- 1961 Labyrint srdce – Kociánová
- 1961 Jarní povětří – Stiborová
- 1960 Vyšší princip – Ryšánková
- 1960 Policejní hodina – Matka Fišerová
- 1959 Taková láska – Stiborová
- 1957 Škola otců – Janouchová
- 1957 Proti všem – žena Ondřeje Johy
- 1956 Nevěra – Haniková
- 1956 Advent – Rozina
- 1955 Po noci den – Karla Tolarová
- 1955 Nechte to na mně – Patočková
- 1955 Jan Žižka – žena Ondřeje Johy
- 1954 Botostroj – sociální pracovnice Elsa
- 1953 Výstraha – Ondrová
- 1953 Pekař Jan Marhoul – Josefina
- 1953 Komedianti – ředitelka cirkusu Medrano
- 1952 Nástup – Elsa Magerová
- 1951 Císařův pekař a Pekařův císař – hraběnka Stradová
- 1949 Němá barikáda – Nedvědová
- 1948 Svědomí – Zdena Doležalová
- 1948 Kariéra – Pavla Ulrychová
- 1947 Siréna – Hudcová
- 1947 Nikola Šuhaj – Olena Dacová
- 1946 V horách duní – Tereza Crhová
- 1946 Nezbedný bakalář – děvečka v hostinci
- 1946 Muži bez křídel – žena s puškou
- 1946 Housle a sen – neznámá
- 1945 Rozina sebranec – Manda
- 1943 Žíznivé mládí – Marie Novotná
- 1941 Modrý závoj – ošetřovatelka